# Абрам-Мыс
Абра́м-Мыс — микрорайон Первомайского округа города Мурманска Мурманской области России. Ранее посёлок — в административном подчинении Мурманска (с 1950), упразднённый с 1956.

## География
Расположен на одноимённом мысе западного берега Кольского залива, у впадения в него Варяжского ручья.

### Уличная сеть
Осевая улица микрорайона — Лесная. На ней расположены школа № 16, дом культуры «Маяк», поликлиника и автобусная остановка.
Охотничий переулок, на котором находится почтовое отделение, общежитие, сбербанк и 2 детских сада.
Третьей улицей микрорайона является Судоремонтная, на которой расположена пристань.

## История
Возник в 1937 году в связи с перебазированием ремонтных мастерских с Торос‑острова к устью Варяжского ручья, где уже был построен водозабор для буксиров и маломерных судов.
В том же 1937 году включен в черту посёлка Абрам‑Мыс вошёл населённый пункт Варяжский Ручей.
С 1950 года посёлок в административном подчинении г. Мурманска
Стал микрорайоном нынешнего Первомайского округа города Мурманск с 20.04.1956 года. Ранее относился к Минькинскому сельсовету Полярнинского района.

## Достопримечательности
На окраине микрорайона расположен мемориальный комплекс с парковой зоной (первая очередь этого комплекса была открыта в 1986 году, а вторая ─ в 1994). Он посвящен воинам 1-го корпуса войск противовоздушной обороны, который защищал Мурманск от авианалетов немецкой авиации. Корпус ПВО размещался на Абрам-Мысе. Кроме зенитных ракет, в мемориальном комплексе установлены самолеты: истребитель времен Великой Отечественной Войны Як-3, а также реактивный истребитель-перехватчик Су-15.

## Транспорт
С основной частью города связывается автобусами № 24, 111.
Порт, пристань. 